# Ле Стрейндж, Джон, 6-й барон Стрейндж из Нокина
Джон ле Стрейндж (англ. John Lestrange; приблизительно 1352 — 20 сентября 1400) — английский аристократ, 6-й барон Стрейндж из Нокина с 1382 года. Сын Роджера ле Стрейнджа, 5-го барона Стрейнджа из Нокина, и его жены Алины Фицалан. После смерти отца унаследовал баронский титул и семейные владения, расположенные главным образом в Шропшире. Был женат на Мод де Моун, дочери Джона де Моуна, 2-го барона Моуна, и Джоан Бергерш. В этом браке родился сын Ричард (1381—1449), 7-й барон Стрейндж из Нокина.